# Smedslättsskolan

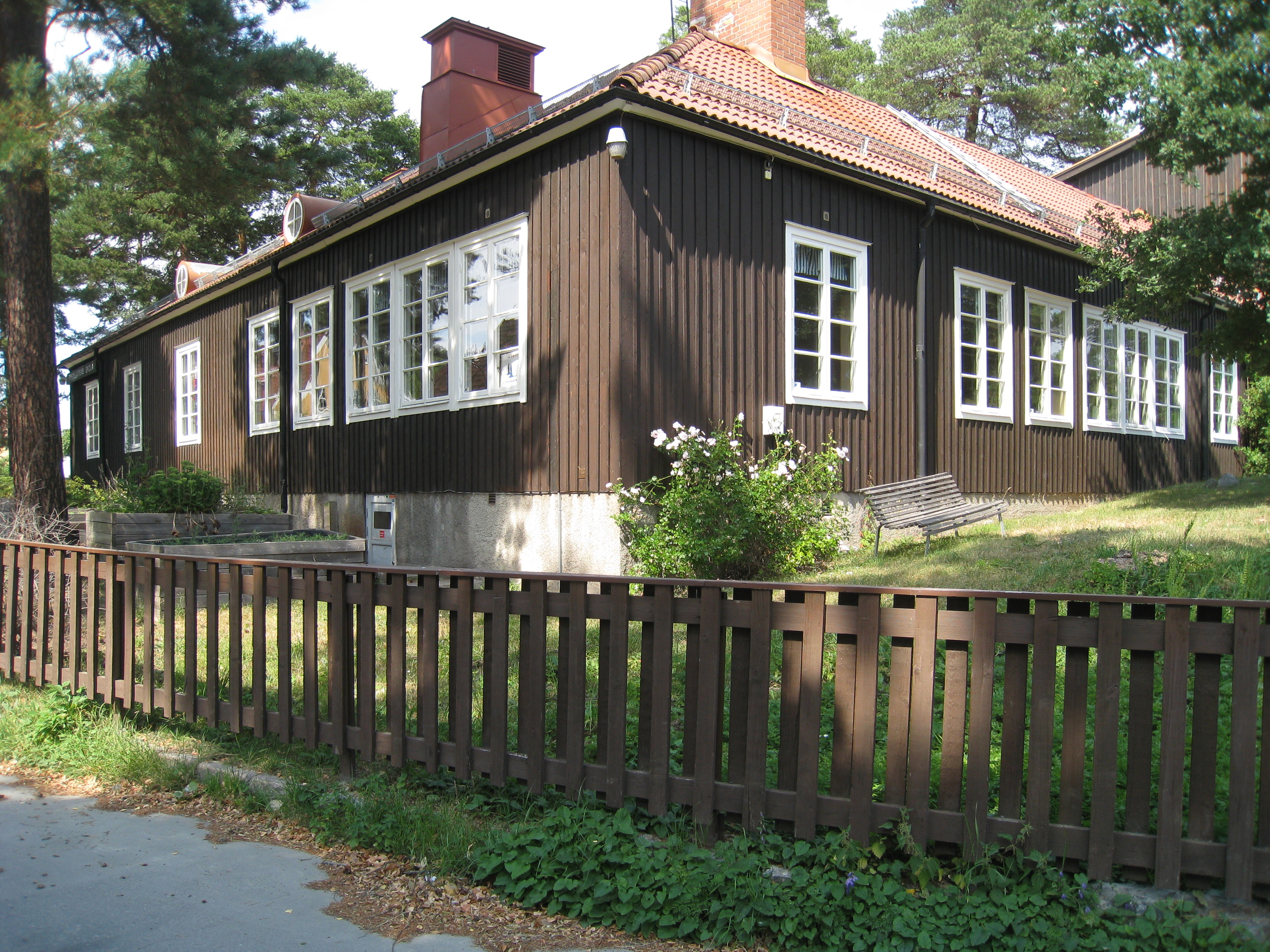
Smedslättsskolan 2013.

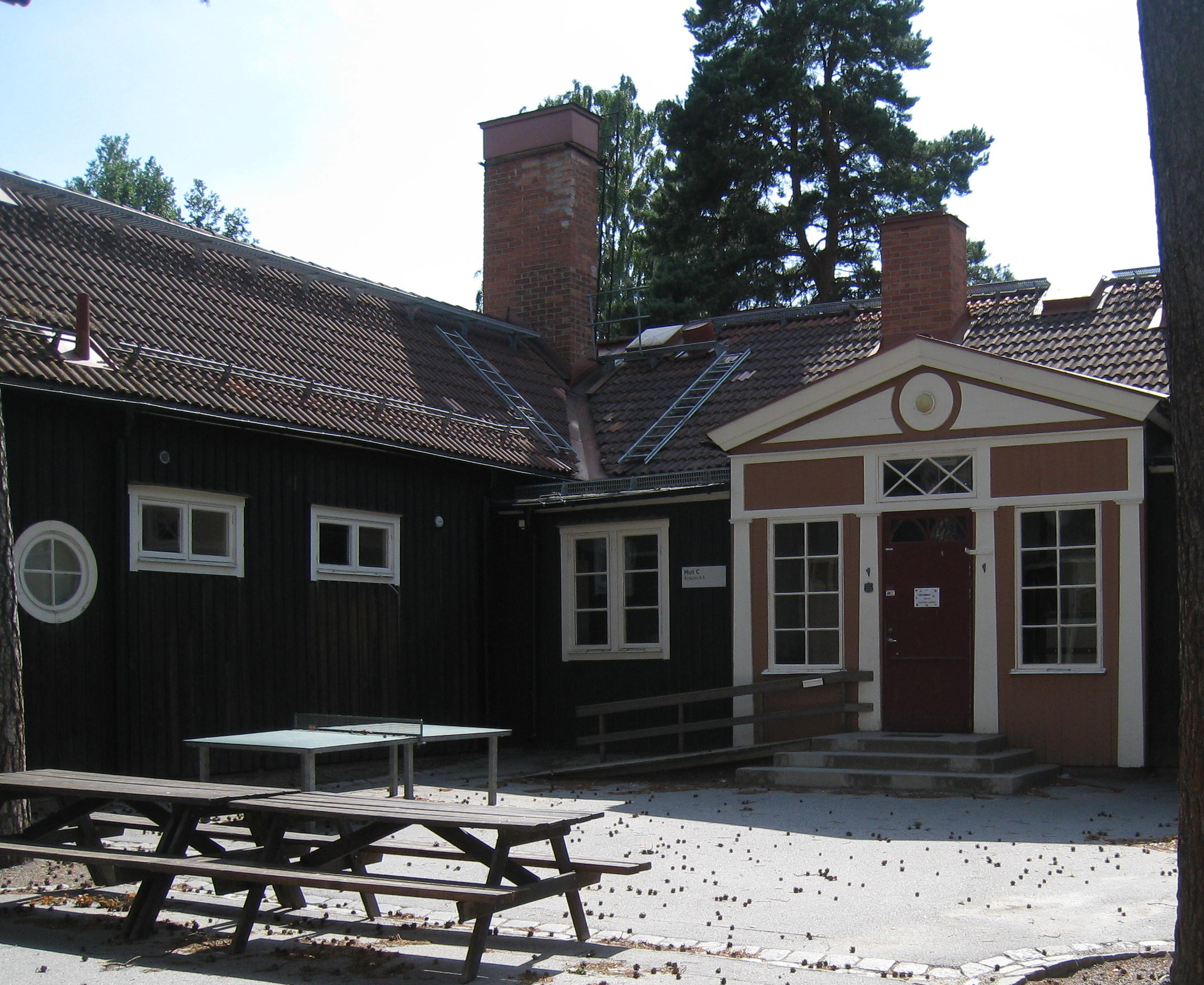
Smedslättsskolan 2013.

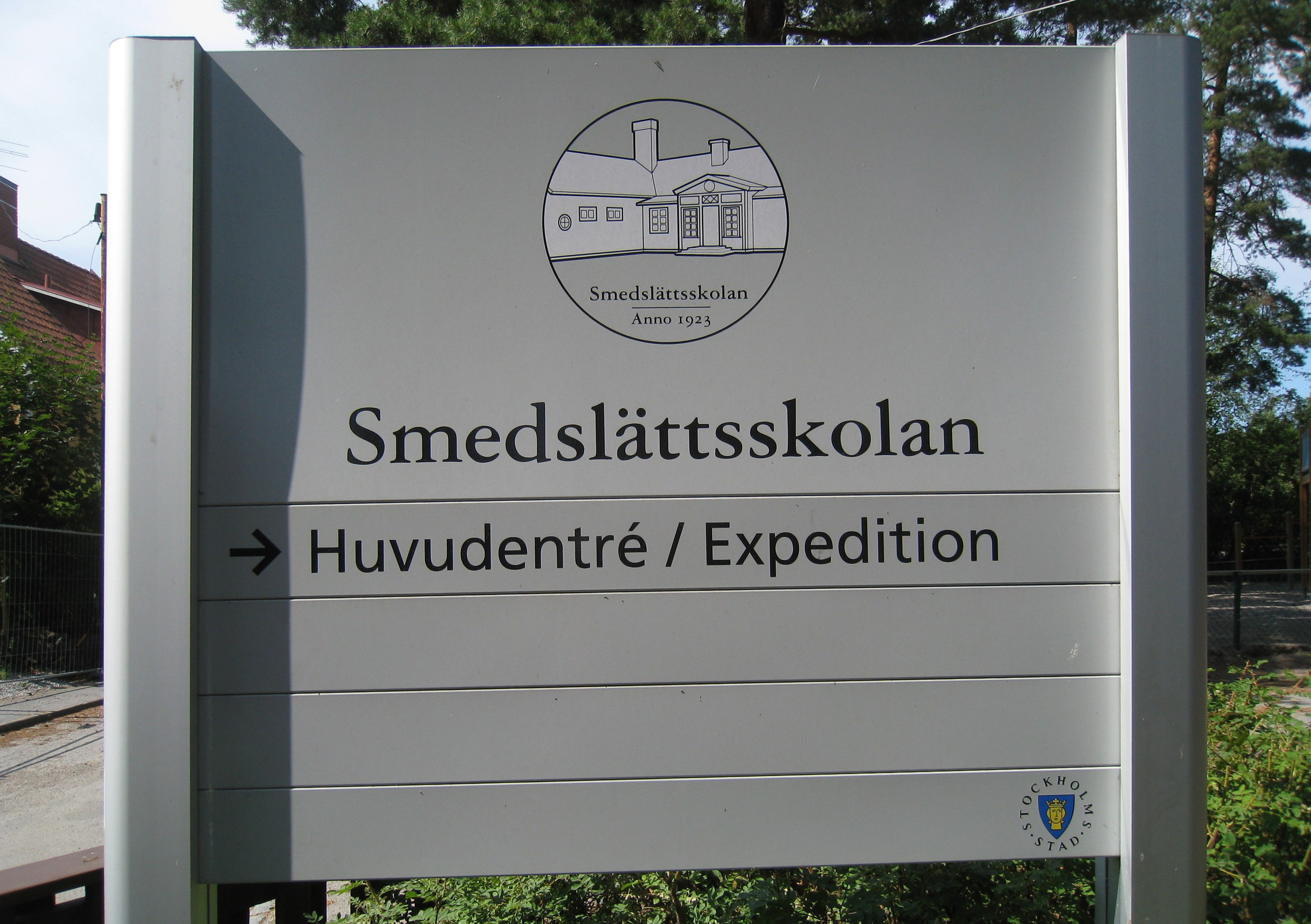
Skolans skylt.

Smedslättsskolan är en kommunal grundskola i stadsdelen Smedslätten i Bromma väster om Stockholm. Skolan, som grundades 1924, ligger på Drömstigen 32 i kvarteret Tennhjärtat. Skolan är en F-6 skola och har undervisning i årskurserna 1, 2, 3, 4, 5 och 6 samt en så kallad förskoleklass, F-klass. Från och med höstterminen 2024 är både Ålstensskolan och Smedslättsskolan F-6 skolor, de båda skolorna övergår från att vara F-5 skolor till F-6 skolor.
De äldsta delarna av skolans byggnader uppfördes 1923 efter ritningar av arkitekt Erik Arlon. Fastigheten med de olika delarna av byggnaden är grönklassad av Stadsmuseet i Stockholm vilket innebär att bebyggelsen anses vara ”särskilt värdefull från historisk, kulturhistorisk, miljömässig eller konstnärlig synpunkt”.

## Historia
Smedslättens folkskola blev den sjunde skolan i Brommas skolhistoria. Skolan startade 1920 som Äppelvikens privata elementarskola vid Alviksvägen 97 och är Brommas äldsta privatskola. Det var bara äppelviks- och smedslättsbarn i de lägsta förberedande klasserna, som undervisades. De hade inte ens några egna klassrum, utan lärarna gick hem till dem och höll lektioner. Närmaste folkskola låg i Alvik och det fanns ännu inte spårväg längre än till Äppelviken. Smedslättens skola behövdes.
Äppelvikens Skolförening u.p.a. bildades i november 1922. Man fick då hyra tomten på Drömstigen 32 för en rimlig penning av av Stockholms stad. Firma Pettersson & Nilsson byggde där 1923 det lilla skolhuset i trä, en liten villa, som innehöll två klassrum, ett litet lärarinnerum och en förstuga. Den låg vid Drömstigen 32, där numera Smedslättsskolan ligger. Äppelvikens Realskola invigdes i november 1923. De 25 barnen gick i elementarklasserna. De klasserna motsvarar våra dagars tredje och fjärde klass. Förberedande klasserna läste ännu i hemmen. En större tomt hyrdes och två flyglar byggdes två år senare. Nu fick Äppelvikens Samskola fem klassrum, en gymnastiksal, en vaktmästarbostad och ett bättre lärarrum. Skolan byggdes till ytterligare flera gånger. År 1930 invigdes en ny flygel och 1932 övertog Kungliga Skolöverstyrelsen ansvaret för Äppelvikens Elementarskola. År 1933 hade skolan 235 elever. År 1934 fick skolan, som numera var enbart för flickor, rätt till normalskolekompetens. I juni 1935 kunde den första "flickåttan" hämta avgångsbetygen. Vid den tiden var flickskolan åtta klasser. Senare ändrades utbildningen och byggde på fjärde klass i folkskolan och flickskolan blev sju klasser.
1936-1937 fick skolan en tillbyggnad av sten och man tänkte då riva den gamla träbyggnaden och bygga nya, moderna lokaler. Så blev det inte. I juli 1939 övergick skolan till kommunen. En ny flygel invigdes 1937, den var ritad av arkitekten Ivar Engström. Den 1 januari 1937 invigdes Bromma kommunala flickskola i lokalerna på Drömstigen. I september 1941 flyttade flickskolan in till det då om- och tillbygda skolhuset vid Alviksvägen 97, den nuvarande Äppelviksskolan. Småskolan vid Drömstigen blev kvar och är idag Smedslättsskolan. Småskolan var klasserna 1-2 i den svenska folkskolan under åren 1858–1972. I småskolan undervisade småskollärare och folkskollärare som klasslärare. Efter 1972 föll begreppet småskola successivt ur bruk och ersattes av lågstadium vid införandet av enhetsskola från 1949 och grundskola från 1962.
Flickskolans verksamhet började i den privata Äppelvikens real- och elementarskola vid Drömstigen 32 i Smedslätten i Bromma. I lokalerna vid Alviksvägen 97 som senare blev Bromma kommunala flickskola var det från första början en elementarskola som grundades 1920 som Smedslättens folkskola. Nya lokaler uppfördes på Smedslättens folkskolas tomt vid Alviksvägen 97. Skolhuset från 1924 byggdes in i den stora skola, som togs i bruk 1941. Arkitekt till 1924 års byggnad var arkitekt Georg A. Nilsson (1871-1949) och till 1941 års byggnad var arkitekt Paul Hedqvist (1895-1977).
I början av 1970 ersatte den nya grundskolan den gamla folkskolan i Sverige. På grundskolans låg- och mellanstadium kunde kvarlevor främst märkas på skolbänkar och klasslärare. Grundskolans högstadium tog inspirationer från läroverken med bland annat ämneslärare.

### Skolhuset på Drömstigen 32 blev 1923 Smedslättens flickskola
- Smedslättsskolan vid Drömstigen 32-36, var Brommas äldsta privatskola, Äppelvikens privata elementarskola. Skolan byggdes som en flickskola 1923. Arkitekt var 1923 och 1936 Erik Arlon. Undervisning i årskurserna 1-5, det vill säga årskurs 1, 2, 3, 4, och 5 samt förskoleklass.[4] Flickskolan på Drömstigen 32 byggdes år 1923 och var då flickskola. I våra dagar går smedslättsbarnen i gamla flickskolan på Drömstigen. En kort tid fanns även en skola i Alléparken.

### Skolhuset på Alviksvägen 97 blev 1924 Smedslättens första folkskola
- Äppelviksskolan på Alviksvägen 97 byggdes 1924 och arkitekt var Paul Hedqvist. Skolan var tidigare, fram till i mitten på 1960-talet, Bromma kommunala flickskola. Den ursprungliga Äppelvikens elementarskola grundades 1920 och är nu Smedslättsskolan och ligger på Drömstigen 32. Smedslättens skola på Alviksvägen 97 blev 1924 Smedslättens första folkskola. Skolbyggnaden blev färdigbyggd 1924 och fungerade som folkskola 1924-1939. År 1939 byggdes den gamla folkskolan i Smedslättens in i det som idag är Äppelviksskolan, men som mellan 1939 och 1964 var Bromma kommunala flickskola. I våra dagar går smedslättsbarnen i gamla flickskolans första byggnad på Drömstigen.

## Konstnärlig utsmyckning

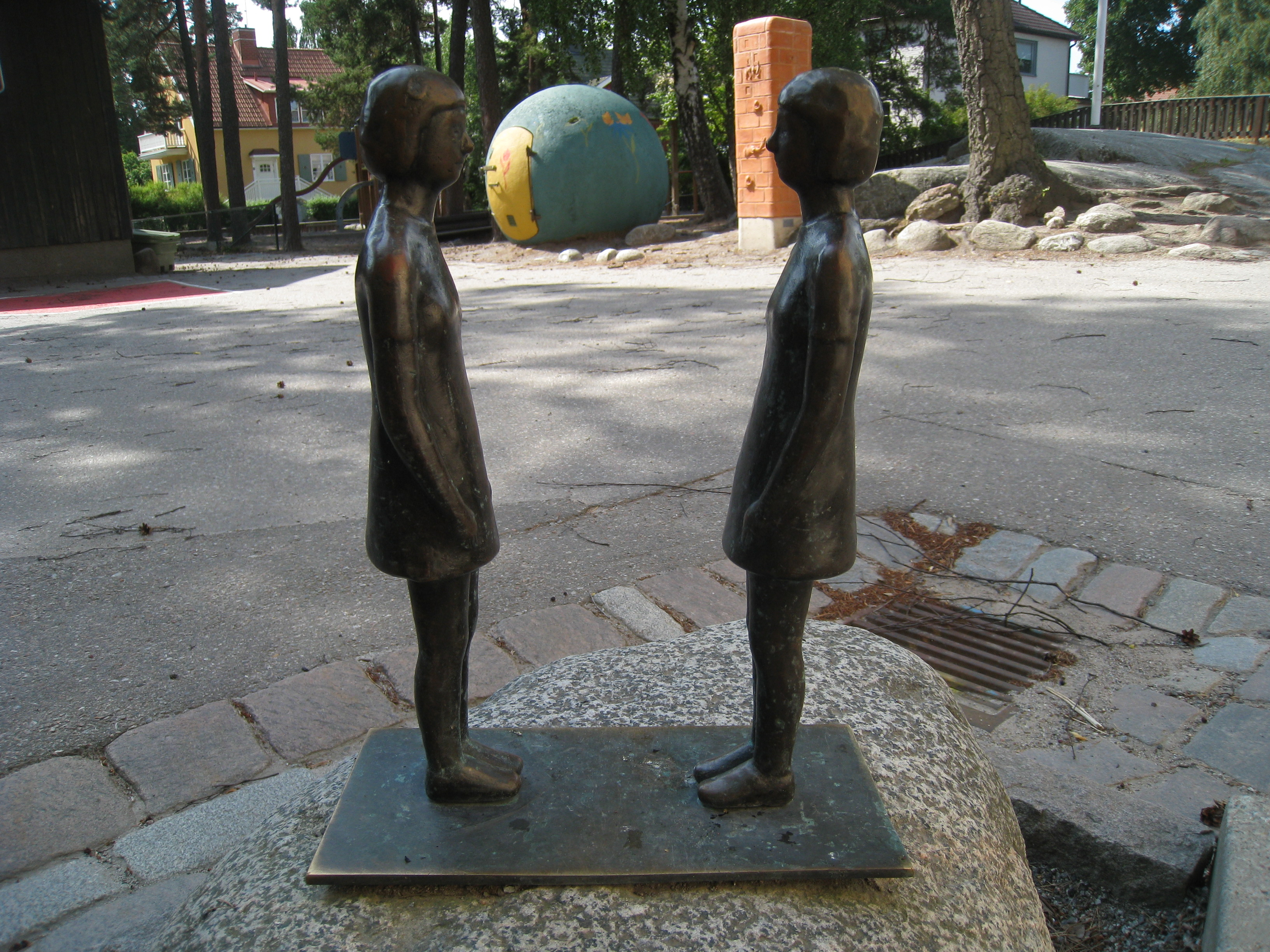
Konstverk på skolgården.
Bronsskulpturen "Spegling" av konstnären Linnea Jörpeland restes 2004 vid entrén till hus A.

I Smedslättsskolans matsal hänger originalmålningen av Smedslättens villasamhälle målad av brommakonstnären Titti Winbladh. I stora detaljerade målningar har hon målat av husen och trädgårdarna i olika villaområden, bland annat i Bromma. Varje hus är exakt inprickat i förhållande till vägar, parker och stränder. Med stor detaljrikedom målade hon även villasamhällena i Äppelviken, Ålsten, Höglandet och Nockeby samt de engelska radhusen på Alviksvägen.
På skolgården finns några konstverk, bland annat bronsskulpturen Spegling av konstnären Linnea Jörpeland. Skulpturen restes 2004 vid entrén till hus A. En annan liten bronsskulptur av Linnea Jörpeland heter Densamma och finns på motsatta sidan av hus A vid matsalen. En skulptur av konstnären Elvire Soyez har den franska titeln Au feu! (Det brinner!). Det är en liten skorsten på marken uppförd av 100 tegelstenar, en del med reliefmönster. Den står vid skolans infartsväg.

## "Kulan" på Smedslättsskolans skolgård

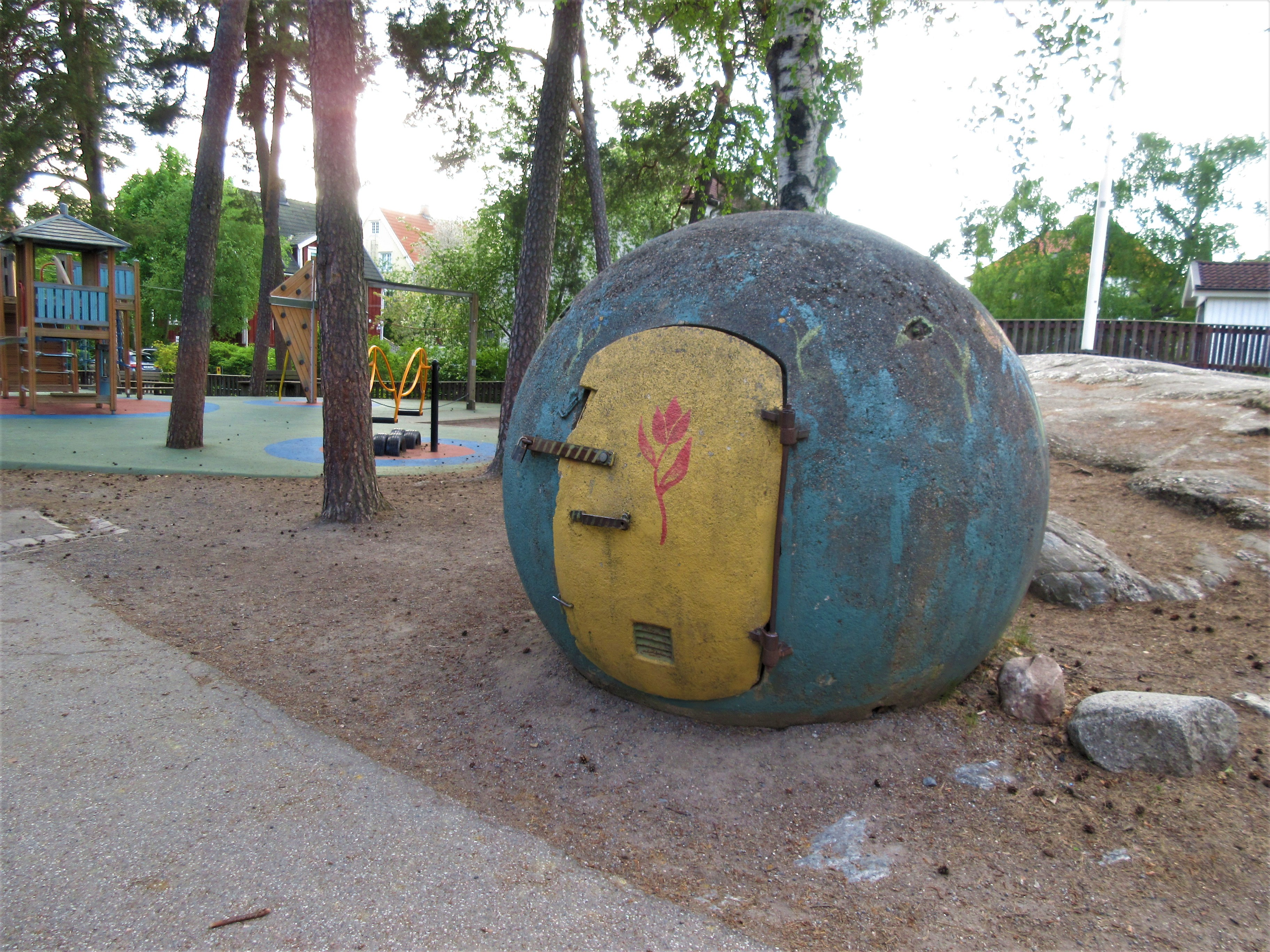
"Kulan" på Smedslättsskolans skolgård.

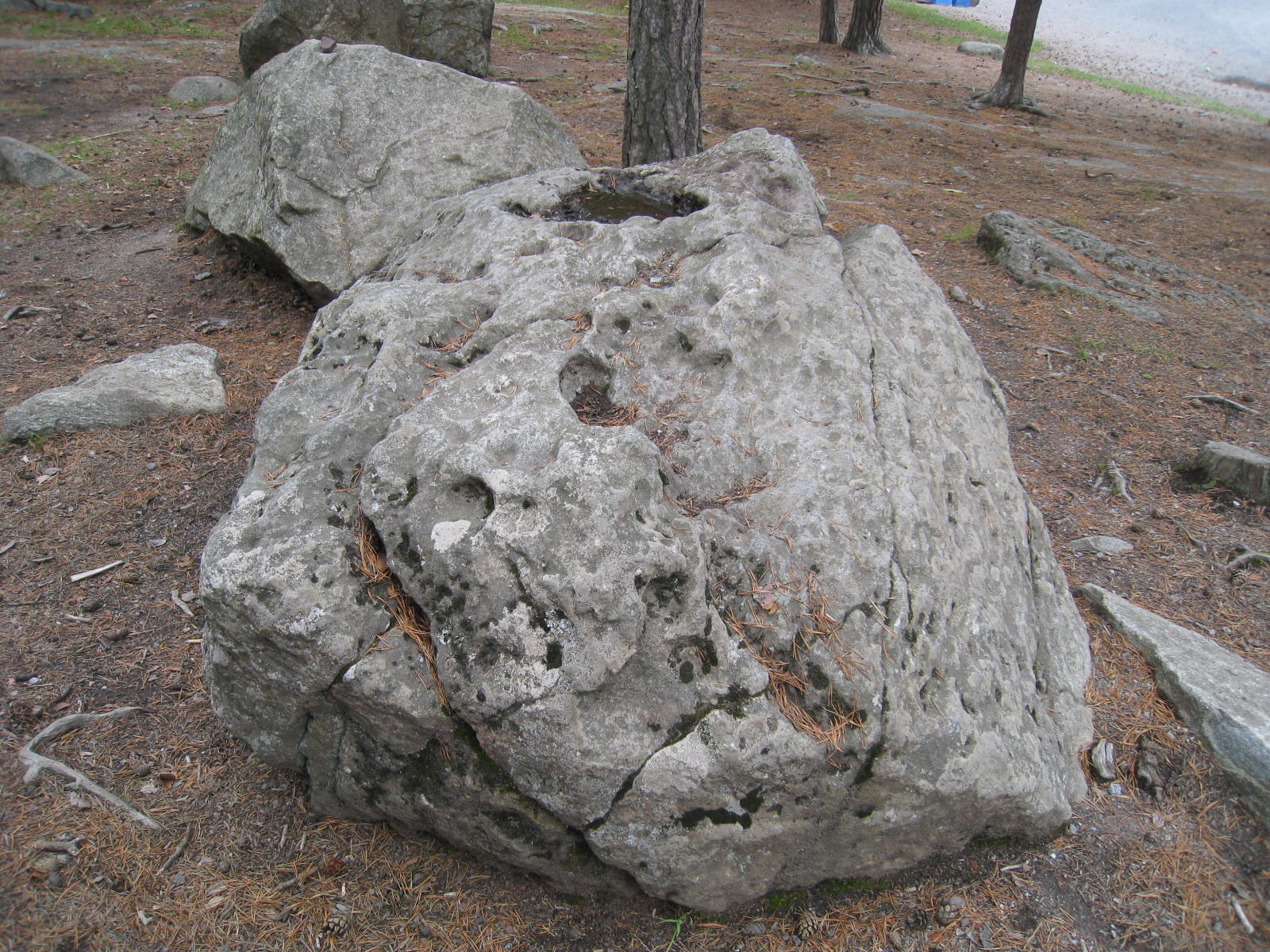
Skålgropssten Smedslätten RAÄ 626 vid Smedslättsskolan.

"Kulan" är i grå betong och cirka 2 meter hög och står på en liten sockel. Den yttre dimensionen är ungefär 2,40 meter. På ena sidan finns det en låst dörr och på en annan sida ett "fönster" igensatt med en betonglucka. Även dörren är av betong. "Kulan" byggdes under andra världkriget för att vid en eventuell evakuering av skolan utgöra ett skyddsrum för vaktmästarens familj. Uppgifter om detta har Per Lundberg i Bromma hembygdsförening fått av den tidigare rektorn vid skolan, Susanna Strengbom, som berättat det för rektor Birgitta Solheim-Ekwall, som var rektor 2008. Enligt Per Lundberg är "Kulan" varken fornminne eller något offentligt konstverk.

## Skålgropssten RAÄ 626 vid Drömdungen vid Smedslättsskolan
På skolgården finns det lekplats och skogspartier samt en fotbollsplan. I december 2007 gjordes ett nyfynd av en skålgropssten i hällmarkstallskogen Drömdungen vid Smedslättsskolan på Drömstigen 12. Stenen är 2,10 x 1,4 m stor och 0,7 m hög. Skålgropsstenen (RAÄ 626) har minst tre älvkvarnar. Skålgropsstenarna har varit förknippade med övernaturliga krafter och man har långt fram i tiden offrat saker i fördjupningarna. Man anser att de är från bronsåldern. Stenen är ett kilformat stenblock med kilspetsen mot norr. I stenen syns många älvkvarnsliknande gropar, de flesta är sannolikt naturbildningar, några är möjliga älvkvarnan. Stenen finns bland glesa tallar i hällmarksterrängen.   

## Kungabarnens skolgång
Smedslättsskolan blev framför allt känd som den skola där kungabarnen gick sina första skolår. Kronprinsessan Victoria började första klass den 21 augusti 1984 i Smedslättsskolan med Ulla Britta Wahlberg som lärare. Sedan gick hon mellanstadiet 1986-1989 i Ålstensskolan, också den i Bromma. Vid fem års ålder skrevs Prins Carl Philip in i Västerleds församlings förskola, där han gick till hösten 1986 då han började lågstadiet vid Smedslättsskolan. Mellanstadiet gick Carl Philip i Ålstensskolan. Från 1985 till 1989 gick Prinsessan Madeleine i Västerleds församlings föreskoleverksamhet. I augusti 1989 påbörjade hon sin grundskolegång vid Smedslättsskolan.